# 7554 Johnspencer
7554 Johnspencer è un asteroide della fascia principale. Scoperto nel 1981, presenta un'orbita caratterizzata da un semiasse maggiore pari a 3,1281643 UA e da un'eccentricità di 0,2730472, inclinata di 13,74129° rispetto all'eclittica.
L'asteroide è dedicato all'astronomo britannico, naturalizzato statunitense, John R. Spencer.